# Тржичка Бистрица
Тржичка Бистрица је река у северозападној Словенији.
Река извире код насеља Јелендол у Караванкама недалеко од словенско-аустријске границе. Бистрица тече Тржич по којем је и добила име. Код Подбрезја се улива у Саву као њена лева притока.
Дуга је 17 km, са површином слива од 146 km². Богата је рибом већином пастрмком.

## Галерија
- Тржичка Бистрица
- Тржичка Бистрица